# Eremo di Cerbaiolo
L'Eremo di Cerbaiolo è un complesso di edifici religiosi (chiesa ed ex convento) nel comune di Pieve Santo Stefano.

## Storia e descrizione

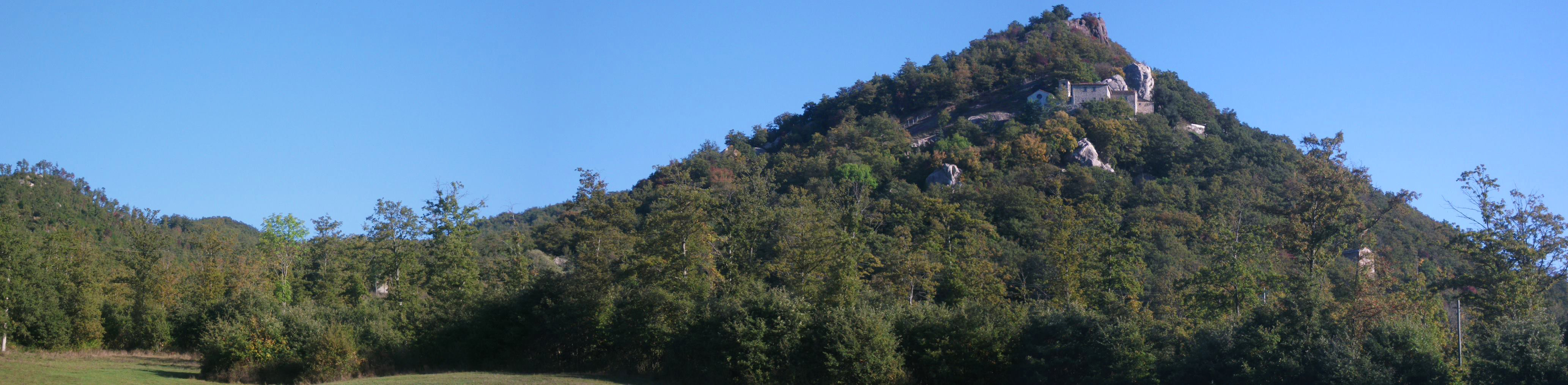
Eremo di Cerbaiolo

L'eremo è un esempio notevole di insediamento religioso in ambiente impervio. Sorse come monastero benedettino nell'VIII secolo, dal 1216 - anno in cui fu donato a san Francesco - al 1783 fu abitato dai Francescani, divenendo poi parrocchia col titolo di Sant'Antonio. Dalle origini al 1520 ha fatto parte della Diocesi di Città di Castello, nel 1520 è entrato a far parte della Diocesi di Sansepolcro. Il 15 maggio 1513 il Ministro generale dell’Ordine dei Minori, Bernardino da Chieri, aveva affidato l’eremo di Cerbaiolo alle cure di frate Francesco da Montepulciano, ricordandogli il passaggio, in quel luogo, del «serafico predicatore Antonio di Padova».
Giovanni Sacchi, nella  "Compendiosa Descrizione Istorica della Pieve di Santo Stefano", riporta come il monastero di Cerbaiolo, già abbandonato dai benedettini trasferitisi nel romitorio di S. Maria in Moscheto, fu offerto nel 1217 dai pievani a san Francesco, reduce dalla sua terza peregrinazione al convento della Verna, e ospite presso il castello della Pieve di Santo Stefano della famiglia Mercanti. Condotto in Cerbaiolo il padre s. Francesco d'Assisi gradì accettare l'offerta, in maniera che il romitorio fu eletto a dimora dei suoi Frati minori. Versione confermata dal Wadding (Annales Minorum - Romae 1731 a c(arte) 281 Tom.I ibi).
In una seconda versione, dello storico Lorenzo Taglieschi, questo passaggio risulta essere avvenuto soltanto nel 1303, quando i conti di Montedoglio concessero il monastero di Cerbaiolo ai frati Minori di San Francesco della Verna, poiché questi ultimi lo stimavano essere luogo a loro caro per avervi dimorato i santi Francesco d'Assisi e Antonio da Padova, che vi terminò la composizione dei Sermoni, cominciati alla Verna, su commissione di papa Gregorio IX.
Anche se non è sicuro che vi abbia soggiornato san Francesco, certamente dunque vi sostò sant'Antonio, del quale ancora oggi si indica il luogo dove pregava.
Nel 1867 Giosuè Carducci è ospite del convento, e ritrae la sua esperienza nell'ode Agli amici della Valle Tiberina:
(Giosuè Carducci, Agli amici della Valle Tiberina)

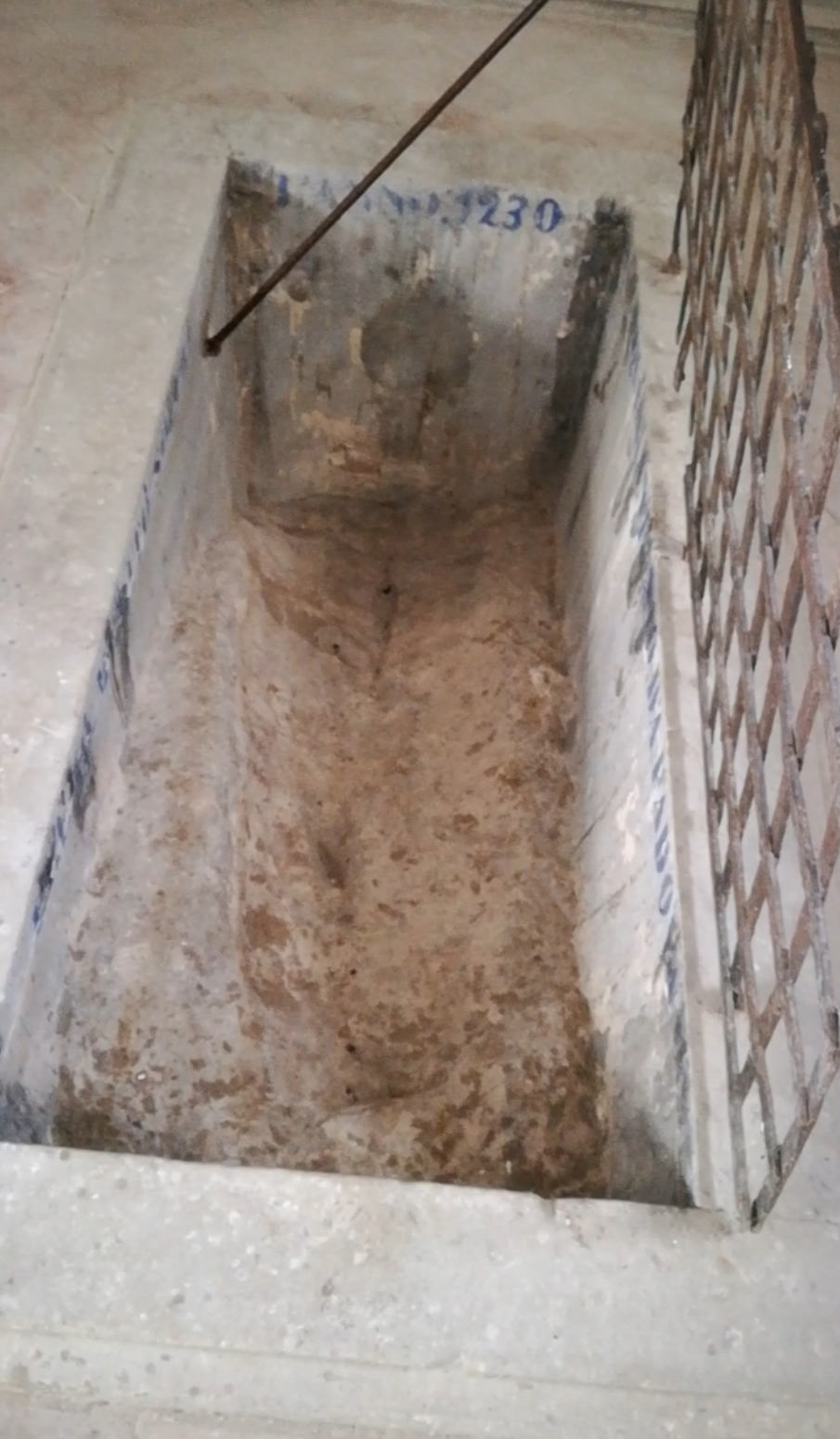
Letto di Sant'Antonio

Dopo i pesanti danni causati dalle mine tedesche nel 1944 durante la Seconda guerra mondiale (l'eremo si trovava sulla linea gotica), è stato ricostruito nel corso degli anni dalla Sovrintendenza all'epoca di un'eremita della Piccola Compagnia di santa Elisabetta, Chiara Barboni, morta nel 2010. 
Dal 1967 è stato ceduto dal vescovo di Sansepolcro ad un Istituto Secolare Francescano. Dopo la morte di suor Chiara è stato abitato da un asceta che aveva scelto di vivere in meditazione, chiuso al pubblico nel 2016, per mancanza di personale, ha riaperto i battenti nel giugno del 2019, grazie all'arrivo di Padre Claudio della fraternità di San Damiano di Ravenna e grazie all'impegno di tanti volontari provenienti da Pieve Santo Stefano e da Ravenna.
Il complesso si articola attorno a un chiostro seicentesco a grossi pilastri ed archi depressi con isolati corpi di fabbrica (chiesa, sacrestia, refettorio, cappella, celle). La chiesa, con portali settecenteschi ed abside poligonale, conserva tre altari rinascimentali in pietra.
Rilevante è la cappella di Sant'Antonio, edificio a torre del 1716 con il fianco occidentale poggiante sulla nuda roccia.
Conserva ancora protetta da una grata di ferro la cavità che, tradizione vuole, accolse miracolosamente il corpo del santo di Padova, svenuto per le lunghe ore di preghiere e mortificazioni.
Nel libro La mia Toscana, pubblicato a Torino nel 1959, il poeta e scrittore Idilio Dell'Era espone in un racconto la storia di Cerbaiolo.

## Cammini francescani e Cammino di Sant'Antonio da Padova
Il Cerbaiolo si trova nel tragitto della seconda tappa (Pieve Santo Stefano-Sansepolcro) della Via di Francesco, il cammino francescano che dal Santuario della Verna porta ad Assisi. L'eremo è inoltre inserito nel Cammino di San Francesco da Rimini a La Verna (variante all'ultima tappa: Balze di Verghereto-Pieve Santo Stefano-La Verna). Dal 2021 fa parte anche del Cammino di Sant'Antonio da Padova (tappa Eremo di Monte Casale-Cerbaiolo), l'itinerario che parte da Capo Milazzo e raggiunge La Verna, Padova e Gemona del Friuli.